# Story of Seasons
Story of Seasons, känd i Japan som Bokujō Monogatari (牧場物語 lit. Ranch Story?) och före 2015 känd som "Harvest Moon" är en jordbrukssimulering- och rollspelsserie skapad av Yasuhiro Wada och producerad av Victor Interactive Software (förvärvad av Marvelous Entertainment 2003, nu Marvelous Inc.). "Story of Seasons"  var det första spelet som släpptes under den nya internationella serien med samma namn.
Spelet handlar huvudsakligen om att starta upp sin egen bondgård i flera olika varianter, men även om att skaffa vänner och så småningom familj, utforska grottor/gruvor och vinna små tävlingar på festivaler (till exempel "Cooking Festival", "Sheep Festival", "Duck Festival", osv.). Oftast har man ärvt gården av en släkting. Det första spelet var Harvest Moon, som släpptes för Super Nintendo Entertainment System 1996.

## Utgivna spel i serien
- Game Boy
  - Harvest Moon
  - Harvest Moon 2
  - Harvest Moon 3

- Game Boy Advance
  - Harvest Moon: Friends of Mineral Town
  - Harvest Moon: More Friends of Mineral Town

- Game Boy Color
  - Harvest Moon GBC

- Super Nintendo Entertainment System
  - Harvest Moon

- Nintendo Gamecube
  - Harvest Moon: A Wonderful life
  - Harvest Moon: Another Wonderful Life
  - Harvest Moon: Magical Melody (Även känt som Harvest Moon: Poem of Happiness)

- Nintendo 64
  - Harvest Moon 64

- Nintendo DS
  - Harvest Moon DS
  - Rune Factory: New Harvest Moon

- Playstation
  - Harvest Moon: Back to Nature
  - Harvest Moon For Girls

- Playstation 2
  - Harvest Moon: Save the Homeland
  - Harvest Moon: A Wonderful Life (Special Edition)

- Playstation Portable
  - Harvest Moon: Boy & Girl
  - Innocent Life: New Harvest Moon

- PC
  - Harvest Moon Online

- Wii
  -  Harvest moon: Tree of tranquility
  -  Harvest moon: Exciting Animal March